# Chromatomyia alpigenae
Chromatomyia alpigenae är en tvåvingeart som beskrevs av Friedrich Georg Hendel 1925. Chromatomyia alpigenae ingår i släktet Chromatomyia och familjen minerarflugor.
Artens utbredningsområde är Österrike. Inga underarter finns listade i Catalogue of Life.